# Grato (console)
Grato, probabilmente Vettio Grato (in latino: Vettius Gratus; fl. 280), è stato un politico romano di età imperiale.
Durante il regno dell'imperatore Probo fu console posterior del 280.